# Gaas
 Gaas  (en occitano Gars) es una población y comuna francesa, situada en la región de Aquitania, departamento de Landas, en el distrito de Dax y cantón de Pouillon.

## Demografía
| 356 | 349 | 305 | 320 | 342 | 364 |
| Para los censos de 1962 a 1999 la población legal corresponde a la población sin duplicidades (Fuente: INSEE [Consultar]) |     |     |     |     |     |